# Trainspotting
Trainspotting és una pel·lícula britànica de 1996 dirigida per Danny Boyle i basada en la novel·la homònima escrita per Irvine Welsh, que interpretava el traficant de drogues desventurat Mikey Forrester, i protagonitzada per Ewan McGregor, Ewen Bremner, Jonny Lee Miller, Kevin McKidd, Robert Carlyle i Kelly Macdonald.
Ha estat doblada al català
Més enllà de la drogoaddicció, altres temes en pel·lícula són l'exploració de la pobresa urbana i la misèria a l'Edimburg «culturalment ric».
La pel·lícula ha estat classificada (en 10a posició) pel British Film Institute (BFI) en la seva llista de pel·lícules britàniques Top 100 British films de tots els temps. El 2004 va ser votada la millor pel·lícula escocesa de tots els temps en una enquesta pública general.

## Argument
La pel·lícula comença amb la narració de Mark Renton (Ewan McGregor) quan ell i el seu amic Spud (Ewen Bremner) corren per Princes Street perseguits per uns guàrdies de seguretat. Renton declara que, a diferència de la gent que «va escollir una vida» (fills, estabilitat financera i possessions materials), ell va triar viure com un heroïnòman. Es presenta el cercle proper de Renton d'amics futbolistes: l'artista i amoral Sick Boy (Jonny Lee Miller), l'atlètic de bon semblant Tommy (Kevin McKidd), l'ingenu i afable Spud i el violent sociòpata Francis Begbie (Robert Carlyle). Sick Boy, Spud i Renton són heroïnòmans i passen tot el temps injectant-se l'heroïna que els ofereix el seu amic Swanney (Peter Mullan).
Un dia, Renton decideix abandonar l'heroïna. Adonant-se que necessita quelcom una mica més intens, compra supositoris rectals d'opi de Mikey Forrester (Irvine Welsh). Després de l'última dosi (i d'una violenta diarrea), es tanca en un hotel barat per resistir l'abstinència. Més tard, després de fallar en el seu intent de resistir l'abstinència, va amb els seus amics a un club, on aflora el seu nou desig sexual, i finalment cau amb una jove dona, Diane (Kelly Macdonald). Després del sexe, Diane no el deixa dormir a la seva cambra i passa la nit en un sofà del passadís del pis. Al matí, s'adona que Diane és una «col·legiala» adolescent i que els seus suposats companys d'habitació en realitat són els seus pares. Horroritzat, Renton intenta evitar l'incident, però segueix sent amic de Diane.
Tommy havia estat abandonat per la seva promesa Lizzy després d'una cadena d'esdeveniments que sense adonar-se havia estat iniciada per Renton. Renton havia manllevat una de les cintes de sexe personal de Tommy i Lizzy, amagada en una caixa de vídeo de futbol. Furiosa, Lizzy creu que Tommy va tornar la cinta a la videoteca. Sick Boy, Spud i Renton decideixen tornar a l'heroïna, i un desconsolat Tommy cau en la droga, malgrat algunes reticències per iniciar-se en l'heroïna. Un dia, a l'habitació de Swanney, el grup induït per l'heroïna és violentament interromput quan Allison, la seva amiga i addicta, descobreix que el seu bebè, Dawn, ha mort per negligència. Tots estan horroritzats i afligits, especialment Sick Boy, que es sentia implicat per a ser el pare de Dawn.
Renton i Spud són després capturats per robar una botiga de llibres —una escena mostrada a l'inici de la pel·lícula. A causa de condemnes prèvies, Spud va a presó, però Renton evita el càstig entrant en el Programa d'intervenció de drogues, on li donen metadona. Malgrat el suport de la seva família i amics, Renton està constantment depressiu i avorrit de la seva vida i escapa a l'habitació de Swanney, on gairebé mor per sobredosi. Els pares de Renton el porten a casa i el tanquen a la seva vella habitació on pot fer front a l'addicció sobtadament. Quan Renton dorm en el seu llit i comença l'etapa severa dels símptomes de l'abstinència, al·lucina i pensa que veu Diane cantant-li, els seus amics lliurant-li consells i el bebè mort d'Allison gatejant en el sostre. L'abstinència de l'heroïna és entretallada amb un estrany i imaginari programa de televisió de jocs en viu en què el presentador, Dale Winton, pregunta als pares de Renton sobre el VIH. Renton és finalment despertat dels malsons i al·lucinacions pels seus pares, els qui li diuen que ha de fer-se la prova. Malgrat anys de compartir xeringues amb altres addictes, l'examen de Renton surt negatiu.
Net de l'heroïna, Renton està, no obstant això, avorrit i depressiu, sentint que la seva vida no té propòsit. Visita Tommy, qui ara ha caigut molt més enllà de l'addicció i viu amb VIH en un habitació fosca i llardosa. Gràcies a un consell de Diane, Renton se'n va a viure a Londres i comença a treballar com a agent de lloguer de propietats. Comença a gaudir la seva vida de sobrietat, estalvia diners i li escriu a Diane. Però la seva felicitat és una altra vegada curta. Begbie comet un robatori armat i arriba a l'habitació londinenca de Renton buscant un lloc on amagar-se de la policia. Sick Boy, qui ara treballa com a alcavot ben informat i venedor de drogues, també apareix a la porta de Renton. Els «amics» de Renton fan la seva vida miserable, robant-li i arruïnant la seva habitació. A la recerca de desfer-se d'ells, els dona una propietat de la qual ell és responsable i ells l'usen per a robar. Aviat s'assabenten de la mort de Tommy per toxoplasmosi i viatgen de tornada a Edimburg per a assistir al funeral.
De retorn a casa, es troben amb Spud, que ha sortit de la presó. Sick Boy proposa una profitosa però perillosa transacció d'heroïna. Sick Boy necessita l'ajuda de Renton per a subministrar la meitat de les inicials 4.000 lliures esterlines. Després de l'adquisició, Renton s'injecta una dosi d'heroïna per a verificar-ne la puresa. Després, els quatre venen l'heroïna a un traficant per 16.000 lliures esterlines. Se'n van a un pub, celebren i discuteixen possibles plans amb els diners. Quan es queden un moment a soles, Renton suggereix a Spud robar els diners. Spud, atemorit i lleial, no accepta. Renton, no obstant això, creu que Sick Boy i Begbie no es mereixen els diners. De bon matí, quan tots estan dormint, Renton pren sigil·losament els diners i fuig. Spud el veu anar-se'n, però no els ho conta als altres. Quan Begbie desperta, destrueix la cambra d'hotel en un arravatament d'ira que atreu els policies i provoca el seu arrest. La pel·lícula finalitza amb Renton caminant per un pont londinenc mentre clareja, convençut i desitjós de començar una vida tranquil·la.

## Repartiment
- Ewan McGregor és Mark Rent Boy Renton
- Ewen Bremner és Daniel Spud Murphy
- Jonny Lee Miller és Simon Sick Boy Williamson
- Robert Carlyle és Francis Franco Begbie
- Kevin McKidd és Tommy MacKenzie
- Kelly Macdonald és Diane Coulston
- Peter Mullan és Swanney Mare Superiora
- Eileen Nicholas és Mrs. Renton
- James Cosmo és Mr. Renton
- Susan Vidler és Allison
- Pauline Lynch és Lizzy
- Shirley Henderson és Gail
- Irvine Welsh és Mikey Forrester
- Keith Allen és The Dealer

## Filosofia
La filosofia de vida que presenta el personatge principal, Mark Renton, es resumeix en una simple pregunta: per a què triar un model de vida? Renton assenyala al principi de la pel·lícula que seguir la massa i portar una vida normal és complicat. L'addicte no treballa, no té parella, no té responsabilitats ni moral, solament ha de preocupar-se d'aconseguir alguna cosa que vendre per pagar la seva addicció. No s'estressa, no té controvèrsies amoroses i és individualista. No obstant això, amb el pas del temps, s'adona que no pot estar immers en una destinació circular, per la qual cosa decideix ser útil, ja que si hi ha alguna cosa pitjor que una vida monòtona, avorrida i predictible era viure escapant-ne. La consciència de Mark és Diane, la qual confia en el canvi, la música, en escapar de les drogues. Tem que Mark tiri per la borda la seva vida. Aquest film desentranya l'estranya perspectiva d'aquest «drogodependent».

## Altres versions
Els primers vint minuts de Trainspotting van ser reeditats amb un diàleg alternatiu. Pel fort accent escocès i el llenguatge dels personatges, els productors van decidir que l'audiència nord-americana tindria dificultats per a entendre-ho. El diàleg original es va rescatar en l'edició per laserdisc el 1997 i després en la reedició de director en DVD en el 2004.

## Banda sonora
Vol. #1
1. "Lust for Life" (1990) - Iggy Pop (5:15)
2. "Deep Blue Day" (1983) - Brian Eno (3:58)
3. "Trainspotting" (1996) - Primal Scream (10:36)
4. "Atomic" (1996) - Sleeper (5:11)
5. "Temptation" (1987) - New Order (7:02)
6. "Nightclubbing" (1990) - Iggy Pop (4:15)
7. "Sing" (1990) - Blur (6:03)
8. "Perfect Day" (1972) - Lou Reed (3:46)
9. "Mile End" (1996) - Pulp (4:33)
10. "For What You Dream Of" (Full-on Renaissance Mix) (1993) - Bedrock featuring KYO (6:30)
11. "2:1" (1995) – Elastica (2:35)
12. "A Final Hit" (1996) - Leftfield (3:17)
13. "Born Slippy (NUXX)" (1995) - Underworld (9: 46)
14. "Closet Romantic" (1996) - Damon Albarn (3:09)

Vol. #2
1. "Choose Life" - PF Project (7:48)
2. "The Passenger" - Iggy Pop (4:38)
3. "Dark and Long (Dark Train)" - Underworld (9:52)
4. "Carmen Suite No.2" - Georges Bizet (2:07)
5. "Statuesque" - Sleeper (3:21)
6. "Golden Years" - David Bowie (3:59)
7. "Think About The Way" - Ice MC (4:19)
8. "A Final Hit" - Leftfield (4:55)

## Estil i temes
La música té una gran importància a les pel·lícules de Danny Boyle, com ho demostren les bandes sonores més venudes de Trainspotting i Slumdog Millionaire, ambdues amb molts artistes de pop i punk rock. Segons Boyle, les cançons poden ser "coses increïbles d'utilitzar perquè òbviament porten molt d'equipatge amb elles. Poden tenir associacions doloroses i, per tant, respiren amb el material que estàs utilitzant".
La combinació d'imatges i música amb l'escenari de l'inframón criminal ha fet comparacions amb Pulp Fiction i les pel·lícules de Quentin Tarantino, que havien creat un cert tipus de "cinema indie dels 90" que "s'esforçava per enlluernar l'espectador amb una intel·ligència conscient de si mateix". i tàctiques de xoc buides". Això va afectar l'estil de rodatge de la pel·lícula, que inclou imatges visuals "allò més imaginatives" i "francament al·lucinatòries", aconseguides a través d'una barreja de "una càmera portàtil i ràpida", talls de salt, plans de zoom, fotogrames congelats i grans angles. Aquest estil vigorós va contribuir al ritme "sense alè" amb què s'han associat les pel·lícules de Boyle.
Per a l'aspecte de la pel·lícula, Boyle es va veure influenciat pels colors de les pintures de Francis Bacon, que representaven "una mena de terra intermèdia: part realitat, part fantasia". L'escena on Renton (McGregor) es submergeix a un vàter és una referència a la novel·la de 1973 de Thomas Pynchon Gravity's Rainbow.

## Producció

### Desenvolupament
El productor Andrew Macdonald va llegir el llibre d'Irvine Welsh en un avió el desembre de 1993 i va pensar que es podria convertir en una pel·lícula. La va donar al director Danny Boyle i a l'escriptor John Hodge el febrer de 1994. Boyle estava emocionat pel seu potencial per ser la "pel·lícula amb més energia que hagis vist mai, sobre alguna cosa que finalment acaba en el purgatori o pitjor". Hodge el va llegir i es va fixar com a objectiu "produir un guió que semblés tenir un principi, un mig i un final, que durés 90 minuts i que transmetés almenys una mica de l'esperit i el contingut del llibre". Boyle va convèncer a Welsh perquè els deixés optar pels drets del seu llibre escrivint-li una carta en la qual deia que Hodge i Macdonald eren "els dos escocesos més importants des de Kenny Dalglish i Alex Ferguson". per fer una peça de realisme social com Christiane F o The Basketball Diaries". Va quedar impressionat que Boyle, Hodge i Macdonald volguessin que tothom veiés la pel·lícula i "no només el públic d'art". L'octubre de 1994, Hodge, Boyle i Macdonald van passar molt de temps discutint quins capítols del llibre es traduirien i no al cinema. Hodge va acabar el primer esborrany al desembre. Macdonald va aconseguir finançament de Channel 4, una cadena de televisió britànica coneguda per finançar pel·lícules independents.

### Càsting
La preproducció va començar l'abril de 1995. Ewan McGregor va ser emès després d'impressionar Boyle i Macdonald amb el seu treball a la seva pel·lícula anterior, Shallow Grave. Segons Boyle, per al paper de Renton, volien la qualitat del personatge de Michael Caine, Alfie Elkins a Alfie i el personatge de Malcolm McDowell, Alex DeLarge a A Clockwork Orange, "repulsiu... amb un encant" que et faci sentir profundament ambigu sobre el que és. fent'". McGregor es va afaitar el cap i va perdre 2 pedres (12,7 quilograms) per la pel·lícula. Ewen Bremner havia interpretat Renton a l'adaptació escènica de Trainspotting i va acceptar interpretar el paper de Spud, dient que sentia que els personatges "formaven part de la meva herència". Boyle havia sentit a parlar de Jonny Lee Miller interpretant un nord-americà a la pel·lícula Hackers i es va impressionar quan va fer una audició amb l'accent de Sean Connery. Per al paper de Begbie, Boyle va plantejar el repartiment de Christopher Eccleston per la seva semblança amb com imaginava el personatge de la novel·la, però li va preguntar a Robert Carlyle. Carlyle inicialment va dubtar, creient que era massa baix per interpretar el personatge, però Boyle el va convèncer dient-li: "No, els petits psicòtics són millors". Carlyle va dir: "He conegut un munt de Begbies en el meu temps. Passeu per Glasgow dissabte a la nit i tens moltes possibilitats de trobar-te amb Begbie". Per al paper de Diane, Boyle volia una actriu desconeguda perquè el públic no s'adoni que un jove de 19 anys interpretava a un de 15. Els cineastes van enviar fulletons a discoteques i botigues i es van apropar a la gent del carrer, i finalment van contractar Kelly Macdonald. El càsting de Keith Allen com a Dealer va ser una referència al seu paper a Shallow Grave amb la implicació que interpreta el mateix personatge en tots dos.

### Pre-producció
McGregor va llegir llibres sobre crack i heroïna per preparar-se per al paper. També va anar a Glasgow i va conèixer gent del Calton Athletic Recovery Group, una organització d'heroïnomanes en recuperació, que juga amb l'equip de futbol contrari als crèdits inicials. Li van ensenyar a cuinar heroïna amb una cullera amb glucosa en pols. McGregor va considerar injectar heroïna per entendre millor el personatge, però finalment es va decidir en contra. Moltes de les històries i personatges del llibre es van abandonar per crear un guió cohesionat i de longitud adequada. Danny Boyle va fer preparar els seus actors fent-los veure pel·lícules antigues sobre joves rebels com The Hustler i A Clockwork Orange.
El repartiment principal de la pel·lícula va assistir a les reunions d'autoajuda del Calton Athletic Recovery Group per preparar els seus papers a la pel·lícula. El Calton Athletic Football Club apareix en una escena de cameo al començament de la pel·lícula.

### Fotografia Principal
Trainspotting es va rodar a mitjans de 1995 durant set setmanes amb un pressupost d'1,5 milions de lliures esterlines amb el repartiment i l'equip treballant en una fàbrica de cigarrets abandonada a Glasgow. A causa de les limitacions de temps i un pressupost ajustat, la majoria de les escenes es van fer en una sola presa, cosa que va contribuir a l'aspecte gruixut de la pel·lícula. Per exemple, quan Renton s'enfonsa al terra després d'una sobredosi d'heroïna, la tripulació va construir una plataforma damunt d'una trampilla i va baixar l'actor. Les femtes de l'escena del "Pitjor WC d'Escòcia" es feien amb xocolata.
Tot i que està ambientada a Edimburg, gairebé tota la pel·lícula es va rodar a Glasgow, a part de les escenes inicials que es van rodar a Edimburg i les escenes finals que es van rodar a Londres.
Les ubicacions de la pel·lícula inclouen:
- L'escena inicial de Renton i Spud sent perseguits per la seguretat per robatori es roda a Edimburg, a Princes Street i Calton Road sota Regent Bridge.
- El parc on Sick Boy i Renton parlen de James Bond, Sean Connery i The Name of the Rose és Rouken Glen Park a Giffnock, prop de Glasgow. El parc també va ser el lloc de la tomba a la pel·lícula anterior de Boyle, Shallow Grave.
- L'estació de tren de Corrour és l'escenari de l'escena del "gran aire lliure" de la pel·lícula, on Tommy suggereix al grup que pugi Leum Uilleim.
- Les escenes on fan el seu negoci de drogues tenen lloc a Paddington. L'escena en què parodien la portada de l'àlbum dels Beatles Abbey Road té lloc mentre surten de Smallbrook Mews per Craven Road fins a la Royal Eagle, 26–30 Craven Road, Paddington.
- L'escola a la qual assisteix Diane és Jordanhill al West End de Glasgow.

## Estrena

### Màrqueting i estrena teatral
MacDonald va treballar amb Miramax Films per vendre la pel·lícula com a British Pulp Fiction, inundant el mercat amb postals, cartells, llibres, àlbums de bandes sonores i un vídeo musical renovat per a "Lust for Life" d'Iggy Pop dirigit per Boyle.
Abans de la seva estrena als Estats Units, Miramax, el distribuïdor nord-americà de la pel·lícula, va demanar que alguns dels diàlegs fossin doblats perquè la pel·lícula fos més fàcil d'entendre per als espectadors nord-americans que no coneixien l'argot escocès i l'argot britànic en general.
PolyGram Filmed Entertainment, l'empresa responsable de la distribució de la pel·lícula, va llançar una campanya publicitària de la meitat dels costos de producció de la pel·lícula (850.000 £) només al Regne Unit, fent que la pel·lícula destaqui més com un èxit de taquilla de Hollywood que no pas com un petit. producció europea.
Trainspotting va ser capaç de presentar-se com a britànic i com un element "exòtic" al mercat internacional alhora que es va mantenir rellevant per al públic nord-americà, cosa que el va convertir en un èxit internacional en el seu màrqueting.

### Mitjans domèstics
La pel·lícula es va estrenar en VHS després de la seva estrena a les sales. Va ser llançat en DVD el 25 de març de 1998 i en Blu-ray el 13 de setembre de 2011. Una versió remasteritzada de la pel·lícula va ser llançada per The Criterion Collection en Blu-ray i Ultra HD Blu-ray el 30 de gener de 2024.

## Recepció
Trainspotting es va projectar al Festival de Cannes de 1996, però es va mostrar fora de competició, segons els cineastes, a causa del seu tema. Es va convertir en l'únic èxit de crítica i popularitat del festival.
La pel·lícula va tenir preestrenes al Regne Unit en 17 pantalles, amb una recaptació de 18.970 £, abans d'estrenar-se el 23 de febrer de 1996 en un llançament de plataforma a 57 pantalles al West End de Londres, Escòcia i Irlanda, amb una recaptació de 532.950 £ el cap de setmana d'obertura i es va situar en cinquè lloc. la taquilla del Regne Unit. Va ser la pel·lícula número u a Londres. Es va expandir a tot el país fins a 245 pantalles en la seva tercera setmana d'estrena i va ser la pel·lícula número u al Regne Unit amb un import brut de 1.422.906 £ durant el cap de setmana.
Quan es va estrenar a Amèrica del Nord, el 19 de juliol de 1996, la pel·lícula havia recaptat més de 18 milions de dòlars a Gran Bretanya. Inicialment es va estrenar a vuit sales dels Estats Units i Canadà i el seu primer cap de setmana va recaptar 33.000 dòlars per pantalla. La pel·lícula es va expandir a 357 pantalles i va guanyar 16,4 milions de dòlars a Amèrica del Nord, una de les pel·lícules més taquilleras del 1996 en estrena limitada. Trainspotting va ser la pel·lícula britànica més taquillera del 1996, i en aquell moment va ser la quarta pel·lícula britànica més taquillera de la història. La pel·lícula va recaptar 12 milions de lliures al Regne Unit i 72 milions de dòlars internacionals. Segons una relació cost-retorn, Trainspotting va ser la pel·lícula més rendible de l'any.

### Recepció crítica
La pel·lícula té una puntuació d'aprovació del 90% a Rotten Tomatoes basada en 95 ressenyes recollides pel lloc, amb una puntuació mitjana de 8,30/10. El consens crític del lloc diu: "Una representació brutal, sovint divertida i altres vegades terrorífica de l'addicció a les drogues a Edimburg. No per als dèbils de cor, però val la pena veure'l com un recordatori realista i entretingut dels horrors del consum de drogues". A Metacritic, la pel·lícula té una puntuació mitjana ponderada de 83 sobre 100 basada en 28 ressenyes, cosa que indica "aclamació universal". A la seva ressenya per a The Guardian, Derek Malcolm va donar el crèdit a la pel·lícula per aprofitar la subcultura juvenil de l'època i va considerar que "es va representar amb una llibertat d'expressió que sovint és sorprenent". La revista Empire va donar a la pel·lícula cinc estrelles de cada cinc i va descriure la pel·lícula com "una cosa de la qual la Gran Bretanya pot estar orgullós i Hollywood ha de tenir por. Si els britànics podem fer pel·lícules tan bones sobre temes tan horribles, quines possibilitats té Tinseltown?"
El crític de cinema nord-americà Roger Ebert va donar a la pel·lícula tres estrelles de cada quatre i va elogiar la seva representació de les experiències dels addictes entre ells. A la seva ressenya per al Los Angeles Times, Kenneth Turan va escriure: "a McGregor... la pel·lícula té un actor el magnetisme del qual monopolitza la nostra atenció, sigui el que passi". Entertainment Weekly va donar a la pel·lícula una qualificació "A" i Owen Gleiberman va escriure: "Com Scorsese i Tarantino, Boyle utilitza cançons pop com a potenciadors de l'estat d'ànim rapsòdic, tot i que amb el seu propi estil hipnòtic. "Atòmic" o fer que Renton s'enredi a l'ominosa construcció lenta d'Underworld's "Dark and Long"... Trainspotting ens manté connectats al pols de les passions dels seus personatges". A la seva ressenya per a The New York Times, Janet Maslin va escriure: "Trainspotting no té gaire narrativa que ho mantingui unit. Ni realment té el rang dramàtic per fer front a extrems tan salvatges. La majoria s'adhereix al mateix to moderat, amb un valor d'entreteniment millorat per l'ús intel·ligent del Sr. Boyle de grans angles, colors brillants, composicions atractivament netes i una partitura pop dinàmica".
Peter Travers, de Rolling Stone, va escriure: "El flaix de la pel·lícula no pot dissimular el buit d'aquestes vides destruïdes. Trainspotting són 90 minuts de potència bruta que Boyle i un repartiment explosiu injecten directament a la vena". A la seva ressenya per a The Washington Post, Desson Howe va escriure: "Sens dubte, aquesta és l'experiència cultural pop més provocativa i agradable des de Pulp Fiction". Jonathan Rosenbaum, a la seva ressenya per al Chicago Reader, va escriure: "Com Twister i el Dia de la Independència, aquesta pel·lícula és un passeig per un parc temàtic, tot i que és molt millor, bàsicament una sèrie d'emocions juvenils, vessaments, calfreds i desviacions. que una història que vol dir molt".
L'estrena de la pel·lícula va provocar controvèrsia en alguns països, com ara Gran Bretanya, Austràlia i els Estats Units, sobre si va promoure i romanticitzar el consum de drogues o no. El senador nord-americà Bob Dole la va acusar de depravació moral i de glorificar el consum de drogues durant la campanya presidencial dels Estats Units de 1996, tot i que després va admetre que no havia vist la pel·lícula. El productor de la pel·lícula Andrew Macdonald va respondre a aquestes afirmacions en una entrevista de la BBC dient que "estàvem decidits a mostrar per què la gent es drogava... havia de demostrar que era divertit i que era horrible", a la qual cosa Boyle afegeix: "És la música". i humor que fa que la gent senti que les drogues glamoritzadores." Malgrat la controvèrsia, va ser àmpliament elogiat i va rebre una nominació al millor guió adaptat als Premis de l'Acadèmia d'aquell any. La revista Time va classificar Trainspotting com la tercera millor pel·lícula del 1996.

### Llegat
La pel·lícula va tenir un efecte immediat en la cultura popular. El 1999, Trainspotting va ser classificada en el desè lloc pel British Film Institute (BFI) a la seva llista de les 100 millors pel·lícules britàniques de tots els temps, mentre que el 2004 la revista Total Film la va nomenar la quarta millor pel·lícula britànica de tots els temps. Aquell mateix any, Channel 4 la va nomenar com la millor pel·lícula britànica de tots els temps. The Observer va enquestar a diversos cineastes i crítics de cinema que la van votar com la millor pel·lícula britànica dels últims 25 anys. El 2004, la pel·lícula va ser votada com la millor pel·lícula escocesa de tots els temps pel públic en una enquesta per a la revista The List. Trainspotting ha desenvolupat un seguit de culte. Va ser reconeguda com una pel·lícula important durant el tour de force cultural britànic dels anys 90 conegut com Cool Britannia. També va aparèixer al documental Live Forever: The Rise and Fall of Brit Pop.
El títol de la pel·lícula fa referència a una escena del llibre on Begbie i Renton es troben amb "un borratxo gran" que resulta ser el pare estrany de Begbie, a l'estació de tren central de Leith en desús, que estan utilitzant com a lavabo. Els pregunta si estan "trainspottin'". Aquesta escena s'inclou més tard com a flashback a T2 Trainspotting.
El vídeo musical de la cançó "Doorman" del 2019 del raper anglès Slowthai conté diverses referències a la pel·lícula.

### Premis
Trainspotting va ser nominada a dos premis de cinema de l'Acadèmia Britànica als 49è Premis de Cinema de l'Acadèmia Britànica el 1996, Millor pel·lícula britànica i John Hodge al Millor guió adaptat. Hodge va guanyar en la seva categoria. Hodge també va guanyar el millor guió als Evening Standard British Film Awards. La pel·lícula va guanyar el Golden Space Needle (el premi a la millor pel·lícula) al Festival Internacional de Cinema de Seattle de 1996. Ewan McGregor va empatar amb Ian McKellen per Richard III al millor actor britànic de l'any als London Film Critics Circle Awards 1996 pel seu treball en aquesta pel·lícula, així com Brassed Off, Emma i The Pillow Book. McGregor també va ser nomenat millor actor als premis BAFTA Scotland Awards i per la revista Empire. Hodge també va ser nominat per a l'Oscar al millor guió adaptat a la 69a edició dels Premis de l'Acadèmia, però va perdre davant Sling Blade de Billy Bob Thornton.

## Comentaris
- El nom trainspotting és un joc de paraules anglès que s'utilitza de forma col·loquial per a l'acció d'injectar-se heroïna.
- El film va causar una gran controvèrsia quan va estrenar-se, ja que es deia que fomentava l'ús de les drogues entre la joventut.
- La pel·lícula ha estat declarada com una de les cinc millors pel·lícules britàniques de tots els temps.
- És considerada una de les obres de culte dels anys noranta.
- El llançament de la pel·lícula va ser publicitat d'una forma molt inactiva, repartint fullets de mà inspirats en la cultura de club i cartells de cadascun dels actors principals. A causa d'una malaltia, Kevin McKidd (Tommy) es va perdre les sessions fotogràfiques per a la publicitat, i sempre va ser un motiu de discussió després de la seva fructuosa carrera post-Trainspotting.
- Boyle havia declarat als mitjans de comunicació que preparava la seqüela de Trainspotting que s'ambientarà deu anys després de la pel·lícula original i que es basarà en la novel·la Porno. La pel·lícula es va estrenar l'any 2017 amb el títol T2 Trainspotting.